# Тлочево
Тлочево (пол. Tłoczewo) — село в Польщі, у гміні Нові Пекути Високомазовецького повіту Підляського воєводства.
Населення — 103 особи (2011).
У 1975-1998 роках село належало до Ломжинського воєводства.

## Демографія
Демографічна структура станом на 31 березня 2011 року:
|          | Загалом | Допрацездатний вік | Працездатний вік | Постпрацездатний вік |
| -------- | ------- | ------------------ | ---------------- | -------------------- |
| Чоловіки | 57      | 12                 | 36               | 9                    |
| Жінки    | 46      | 11                 | 23               | 12                   |
| Разом    | 103     | 23                 | 59               | 21                   |